# Tirreu
Tirreu (llatí: Thyrium; grec antic: Θύριον, Θύρεον, Θούριον o Θύρρειον), era una ciutat d'Acarnània de situació desconeguda. Ciceró diu que quan va embarcar a Alízia cap a Lèucada, va parar dues hores a Tirreu. S'ha deduït que havia d'estar a la mar Jònica o molt a prop, pels esdeveniments que es coneixen d'aquesta ciutat i que devia ser la primera que es torbava al canal que separava Lèucada del continent. Estrabó no en parla.
Se l'esmenta per primera vegada l'any 373 aC quan Ifícrates el Vell va envair la regió. Xenofont la descriu com una ciutat d'importància i en els anys següents era una de les principals ciutats d'Acarnània. Se la menciona amb freqüència durant les guerres entre la República Romana i Grècia i al segle ii aC era una de les ciutats on se celebraven les reunions de la Lliga Acarnània. Es va despoblar, com altres ciutats, quan es va fundar Nicòpolis, i els seus habitants van ser traslladats a la nova ciutat per ordre de l'emperador August.